# Bibliothèque des Manuscrits al-Wangari
La Bibliothèque des Manuscrits Al-Wangari, est une bibliothèque privée de Tombouctou.

## Histoire
Elle est inaugurée le 26 septembre 2003 et dirigée par Mukhtar bin Yayha al-Wangari. Elle englobe le fond de manuscrits constitué au XVIe siècle par Shaykh Muhammad Baghayogho, un juriste de Djenné. L'établissement est installé dans le quartier de Badjindé. En 2006, la bibliothèque comptait près de 3500 manuscrits.
Le fond familial avait été dispersé à la mort de Shaykh Muhammad Baghayogho, et Mukhtar bin Yayha al-Wangari entreprit de les réunir de nouveaux.